# Hôtel de Bonneval
El hôtel de Bonneval es un hôtel particulier ubicada en París, Francia. Se encuentra en 14 y 16 rue du Parc-Royal, en el 3 de París.

## Histoira
Fue construido en estilo clasicista en la década de 1780 por el nuevo propietario Bonneval, quien hizo demoler la mayor parte del edificio anterior. El corps de logis entre el patio y el jardín, enmarcado por dos pabellones, fue demolido en 1975 y reemplazado por un nuevo edificio histórico. Los pabellones y el portal del patio se conservan de la época de la construcción.
La fachada del pabellón izquierdo está decorada con dos bustos que representan al rey Enrique IV y Sully de pie en nichos.
Está catalogado como monumento histórico desde el 3 de julio de 1961, estando protegidos el portal de la calle, las fachadas y cubiertas vecinas, el pabellón del patio y las partes antiguas de un pabellón situado en el segundo patio.

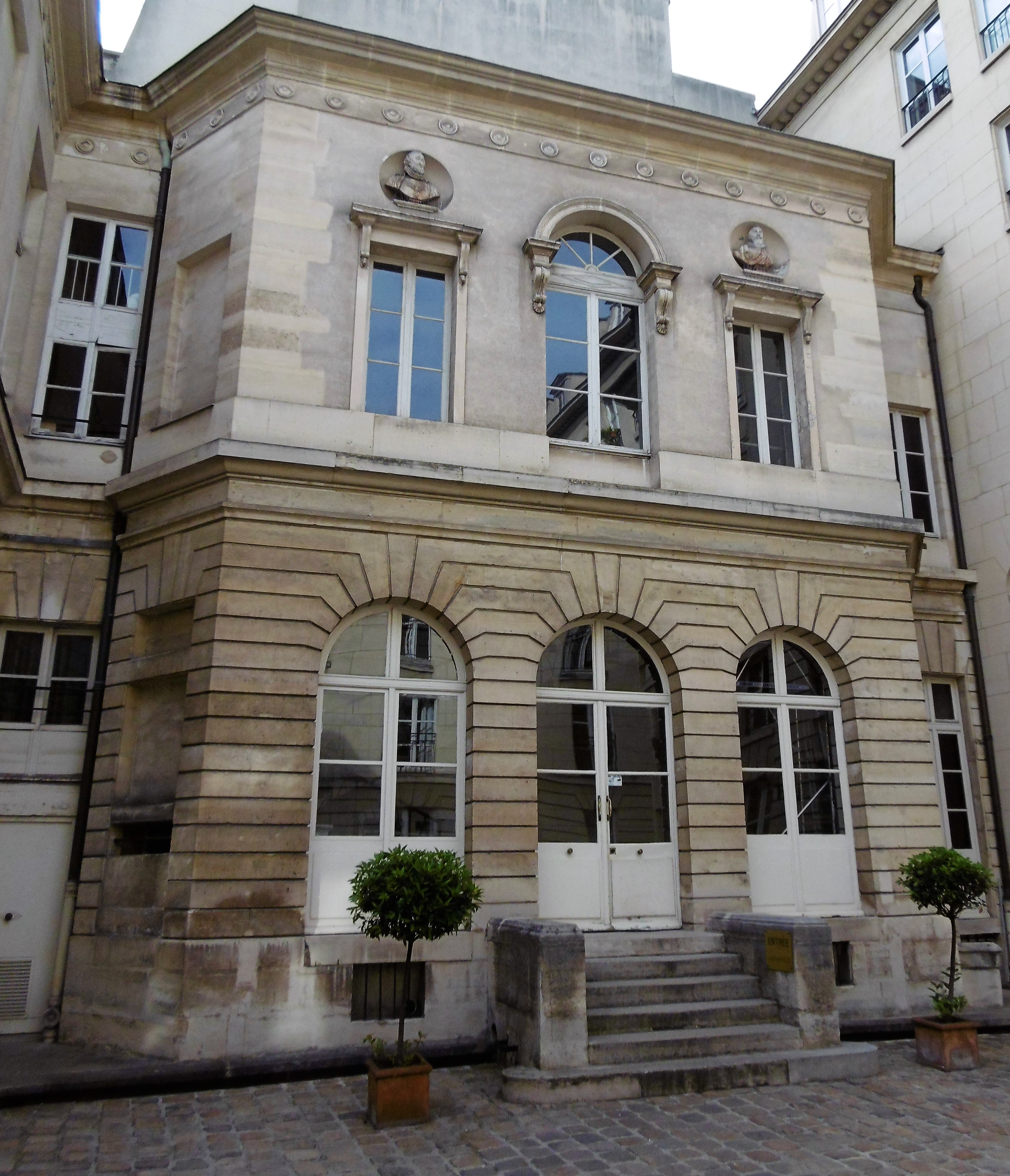
Ala izquierda.
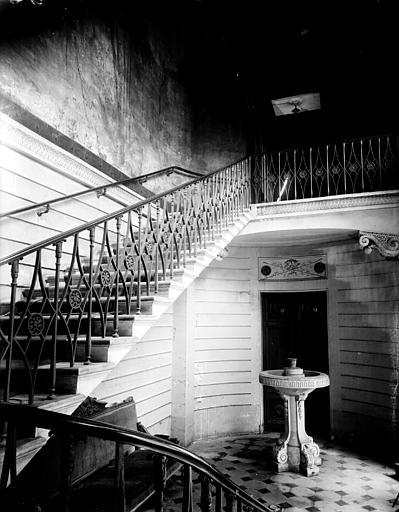
Escalera (foto sin fecha).